# Tiberium
Tiberium — компьютерная игра в жанре шутер от первого лица из серии Command & Conquer, разработка которой была отменена. «Tiberium» разрабатывался компанией «Electronic Arts Los Angeles» — филиалом издателя Electronic Arts, который и должен был его издавать.
30 сентября 2008 года EA объявили в лице Майка Верду (Mike Verdu), что компания останавливает разработку игры из-за того, что проделанная работа не подошла по стандартам качества EA Games. Тем не менее, в глобальной сети появились видео геймплея, что дает надежду на продолжения разработки и предполагаемый выход игры хотя бы в ближайшем будущем.

## Сюжет
Действие разворачивается через 11 лет после Третьей Тибериевой Войны в пустошах, которые когда-то назывались Средиземным морем. Игрок принимает роль полевого командира GDI Рикардо Вега (главного персонажа книги «Command & Conquer: Tiberium Wars»). Вегу недавно вернули в строй из отставки и послали исследовать единственную законченную вышку Предела скринов в том регионе. Эта башня считается останком от Третьей войны, но оказывается опорной точкой второго вторжения скринов.